# Shpëtim Hasani
Shpëtim Hasani (* 10. August 1982 in Gnjilane, SFR Jugoslawien, heute Kosovo) ist ein schwedisch-kosovarischer Fußballspieler. Der Stürmer bestritt einen Großteil seiner Karriere in Schweden.

## Werdegang
Hasani kam im Alter von 15 Jahren zum türkischen Klub Bursaspor in die Jugend. Nachdem er sich dort im Erwachsenenbereich nicht durchsetzen konnte, wechselte er auf Leihbasis 2004 zunächst in den Kosovo zu KF Drita, ehe er erneut in der Türkei bei Sakaryaspor anheuerte. Nach seiner Rückkehr zu Bursaspor war er immer noch Ersatzmann, so dass er Anfang 2005 zum schwedischen Klub Kalmar FF stieß.
Einem Angebot seines Landsmanns Albert Bunjaki folgend wechselte Hasani im Sommer 2005 auf Leihbasis zu Degerfors IF in die zweitklassige Superettan, wo er in zehn Spielen fünf Tore erzielte. Gemeinsam mit Bunjaki, der als Assistenztrainer zu Kalmar FF wechselte, kam er zum Jahresende zu KFF zurück. In der Allsvenskan blieb ihm jedoch an der Seite von Henrik Rydström, Patrik Rosengren, Viktor und Rasmus Elm der Durchbruch verwehrt, von seinen zwölf Spieleinsätzen in der höchsten Liga bestritt er nur fünf in der Startformation und erzielte ein Tor. Nach einem halben Jahr wechselte er erneut zum Zweitligisten Degerfors IF, bei dem er abermals auf Anhieb Stammspieler war. Trat er in der Spielzeit 2007 insbesondere als Vorbereiter auf – seine sieben Torvorlagen waren vereinsinterner Spitzenwert – trat er im folgenden Jahr mit sieben Torerfolgen in Erscheinung. Dennoch verpasste er mit dem Klub als Tabellenletzter den Klassenerhalt.
Hasani wechselte innerhalb der Superettan den Verein und schloss sich im Februar 2009 IK Sirius an. An der Seite von Pierre Gallo, Richard Richardsson und Daniel Hoch zeigte er auch bei seinem neuen Klub seine Torgefahr. Seine zehn Saisontore waren jedoch erneut nicht genug, abermals belegte er mit seinem Verein einen Abstiegsplatz. Daraufhin zog er innerhalb der zweiten Liga zum IFK Norrköping weiter. Auch bei der von Göran Bergort betreuten Mannschaft um Kristoffer Arvhage, Marcus Falk-Olander, Daniel Bamberg und Viktor Rönneklev setzte er sich direkt durch. Mit 13 Saisontoren führte er den Klub auf den zweiten Platz der Tabelle und somit zum Aufstieg in die Allsvenskan. Dort erzielte er in der Spielzeit 2011 sieben Saisontore, der Klub belegte den letzten Nicht-Abstiegsplatz. Auch in der folgenden Spielzeit war er in der ersten Saisonhälfte als fünffacher Torschütze erfolgreich.
Nachdem sich Hasani bereits im Sommer angesichts seines zum Jahresende 2012 auslaufenden Vertrages mit dem Ligakonkurrenten Örebro SK auf einen Transfer zum Jahreswechsel verständigt hatte, entschied sich IFK Norrköping zur direkten Abgabe an den Konkurrenten. Zwar erzielte er dort vier Tore in elf Saisonspielen, dennoch stieg die Mannschaft zum Saisonende in die Superettan ab. Wiederum war er in der zweiten Liga einer der erfolgreichsten Torschützen und traf mit zwölf Saisontoren abermals zweistellig. An der Seite von Karl Holmberg, Patrik Haginge, Magnus Wikström und Samuel Mensah stieg er zum Saisonende wieder in die Erstklassigkeit auf.
Nach einer Halbserie mit fünf Toren in 13 Spielen verließ Hasani im Sommer 2014 Schweden und schloss sich Ende Juli dem polnischen Klub Górnik Łęczna an, der in die Ekstraklasa aufgestiegen war. Beim polnischen Erstligisten schwankte er zwischen Startelf und Ersatzbank, lediglich bei 13 seiner 29 Saisoneinsätze in der Meisterschaft stand er in der Startformation. Nach einer Spielzeit kehrte er im Sommer 2015 nach Schweden zurück und schloss sich GIF Sundsvall an, bei dem er einen bis Ende 2016 gültigen Vertrag unterzeichnete. Jedoch blieb ihm nur die Rolle des Ergänzungsspielers, bis Mitte August war er in der Spielzeit 2016 lediglich als Einwechselspieler zum Zug gekommen. Daraufhin wechselte er während der Sommerwechselperiode zurück zu Degerfors IF in die Superettan. Parallel war Hasani nach Aufnahme des Spielbetriebs zwischen 2014 und 2015 Nationalspieler des Kosovo und dabei zeitweise Rekordspieler, erst im Mai 2016 erfolgte jedoch die offizielle Aufnahme des Verbandes in UEFA und FIFA. 
Ab 2018 ließ Hasani seine Karriere unterklassig ausklingen, als er sich Aufsteiger Nora BK in der viertklassigen Division 2 anschloss. Ende des Jahres unterzeichnete er einen Vertrag bei Karlslunds IF in der Division 1. Nach einer Spielzeit, in der er in 24 Spielen sieben Tore erzielt hatte, wechselte er zum Siebtligisten Mariebergs IK.